# Compañía de Ingenieros de Monte 3
La Compañía de Ingenieros de Monte 3 (Ca Ing Mte 3) es una subunidad independiente de ingenieros del Ejército Argentino con asiento de paz en la guarnición militar de Corrientes y con dependencia orgánica de la III Brigada de Monte.

## Reseña
En 1964 fue creada la Ca Ing Mte 3 con asiento de paz en la guarnición militar de Monte Caseros, provincia de Corrientes, y con dependencia orgánica de la III Brigada de Infantería.
En 1992 este elemento quedó disuelto y sus fuerzas integraron el Batallón de Ingenieros de Monte 12. Así, fue reactivado el 24 de febrero de 2014 con asiento de paz en la guarnición militar de Corrientes y con dependencia orgánica de la III Brigada de Monte.
En 2019 fue resuelto su traslado a la guarnición militar de Resistencia, traslado que fue concretado. Sin embargo en marzo de 2020 la superioridad dispuso su vuelta a las instalaciones de Corrientes.

## Malvinas
En el Conflicto del Atlántico Sur la Compañía de Ingenieros 3 estuvo desplegada en Port Howard (bautizado Puerto Yapeyú), isla Gran Malvina, con dos secciones en apoyo directo al Regimiento de Infantería 5, conformando la Fuerza de Tareas "Yapeyú". Cumplió su misión de apoyo con la construcción de campos minados y alambrado y la elaboración del rancho. Como elemento era dependiente de la Agrupación de Ingenieros "Malvinas" con jefatura en Puerto Argentino. Con posteridad a la guerra fue disuelta.